# Seligman (Misuri)
Seligman es una ciudad ubicada en el condado de Barry en el estado estadounidense de Misuri. En el Censo de 2010 tenía una población de 851 habitantes y una densidad poblacional de 263,28 personas por km².

## Geografía
Seligman se encuentra ubicada en las coordenadas 36°31′24″N 93°56′20″O / 36.52333, -93.93889. Según la Oficina del Censo de los Estados Unidos, Seligman tiene una superficie total de 3.23 km², de la cual 3.23 km² corresponden a tierra firme y (0.16%) 0.01 km² es agua.

## Demografía
Según el censo de 2010, había 851 personas residiendo en Seligman. La densidad de población era de 263,28 hab./km². De los 851 habitantes, Seligman estaba compuesto por el 94.83% blancos, el 0.47% eran afroamericanos, el 1.88% eran amerindios, el 0.35% eran asiáticos, el 0% eran isleños del Pacífico, el 0.82% eran de otras razas y el 1.65% pertenecían a dos o más razas. Del total de la población el 2.7% eran hispanos o latinos de cualquier raza.